# Nicolea angustiscutis
Nicolea angustiscutis är en ringmaskart som beskrevs av Maurice Caullery 1944. Nicolea angustiscutis ingår i släktet Nicolea och familjen Terebellidae. Inga underarter finns listade i Catalogue of Life.